# Larsbergsvägen

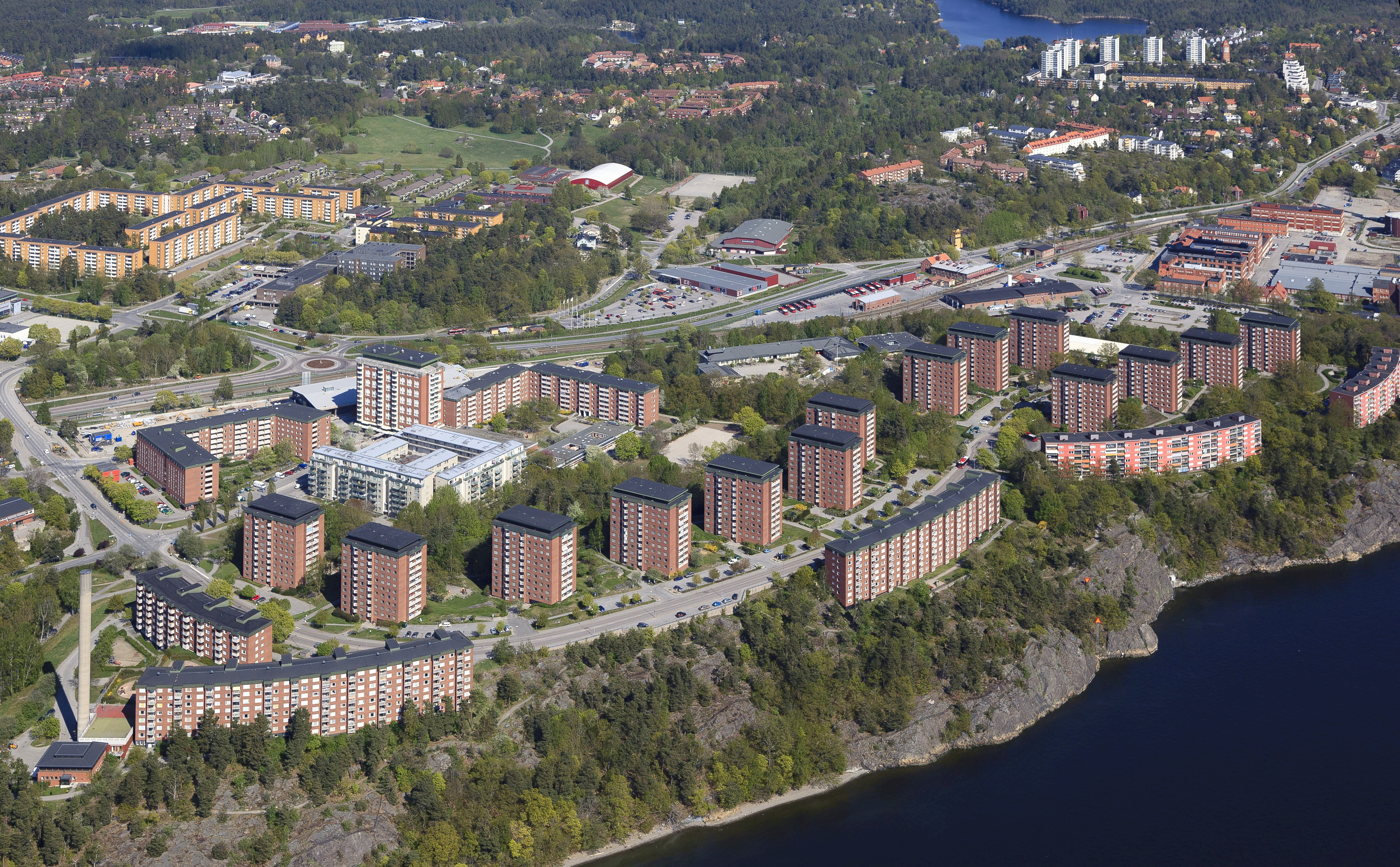
Larsberg från luften med Larsbergsvägen som går genom området.

Larsbergsvägen är en gata i kommundelen Larsberg i Lidingö kommun. Gatan börjar vid Läroverksvägen, går sedan över en bro över Södra Kungsvägen och Lidingöbanan och sedan i en sväng söderut genom bostadsområdet Larsberg. 
Larsbergsvägen anlades i slutet av 1960-talet som lokalgata i Larsberg vars bostadshus med drygt 1 200 lägenheter stod färdiga 1969. Bebyggelsen består av huvudsakligen höga och låga flerbostadshus, ritade av arkitekt Bengt Gate. Med sina tegelröda fasader, gröna plåttak och vita balkongfronter ger husen en tidstypisk bild av 1960-talets arkitektur. 
I Larsbergs centrum finns frisör, hudvårdsbutik, restaurang och bank. Intill Larsbergs centrum ligger Ica Kvantum och i samma byggnad finns kafé, apotek och blomsteraffär.
Området trafikeras med SL-bussar och Lidingöbanans hållplats Larsberg till och från Ropsten.